# Regierung Robert Fico IV
Die Regierung Robert Fico IV bildet seit dem 25. Oktober 2023 die Regierung der Slowakei.

## Kabinett
| Amt | Foto | Name                                                | Partei | Partei                            |
| --- | ---- | --------------------------------------------------- | ------ | --------------------------------- |
| Premierminister |      | Robert Fico                                         |        | Smer-SSD                          |
| stellvertretender Premierminister Verteidigungsminister                                                                     |      | Robert Kaliňák                                      |        | Smer-SSD                          |
| stellvertretende Premierministerin Wirtschaftsministerin                                                                    |      | Denisa Saková                                       |        | Hlas-SD                           |
| stellvertretender Premierminister Umweltminister                                                                            |      | Tomáš Taraba                                        |        | SNS                               |
| Stellvertretender Premierminister für den Nationalen Wiederherstellungs- und Resilienzplan und die Verwendung von Eurofunds |      | Peter Kmec                                          |        | Hlas-SD                           |
| Minister für Investitionen, regionale Entwicklung und Informatisierung                                                      |      | Richard Raši (bis 19. März 2025)                    |        | Hlas-SD                           |
| Minister für Investitionen, regionale Entwicklung und Informatisierung                                                      |      | Samuel Migaľ (ab 19. März 2025)                     |        | parteilos, nominiert für Smer-SSD |
| Finanzminister |      | Ladislav Kamenický                                  |        | Smer-SSD                          |
| Minister für Verkehr und Bau                                                                                                |      | Jozef Ráž                                           |        | Smer-SSD                          |
| Landwirtschaftsminister |      | Richard Takáč                                       |        | Smer-SSD                          |
| Innenminister |      | Matúš Šutaj Eštok                                   |        | Hlas-SD                           |
| Justizminister |      | Boris Susko                                         |        | Smer-SSD                          |
| Minister für auswärtige und europäische Angelegenheiten                                                                     |      | Juraj Blanár                                        |        | Smer-SSD                          |
| Minister für Arbeit, Soziales und Familie                                                                                   |      | Erik Tomáš                                          |        | Hlas-SD                           |
| Minister für Bildung, Wissenschaft, Forschung und Sport                                                                     |      | Tomáš Drucker                                       |        | Hlas-SD                           |
| Kulturministerin |      | Martina Šimkovičová                                 |        | SNS                               |
| Gesundheitsminister/in |      | Zuzana Dolinková (bis 10. Oktober 2024)             |        | Hlas-SD                           |
| Gesundheitsminister/in |      | Kamil Šaško (ab 10. Oktober 2024)                   |        | Hlas-SD                           |
| Minister für Tourismus und Sport                                                                                            |      | Dušan Keketi (ab 1. Februar 2024, bis 5. März 2025) |        | SNS                               |
| Minister für Tourismus und Sport                                                                                            |      | Rudolf Huliak (ab 5. März 2025)                     |        | NK                                |